# نیو جنسیس
نیو جنسیس (به انگلیسی: New Genesis) عنوان سیاره‌ای خیالی در کتاب‌های کامیک آمریکایی منتشر شده توسط دی‌سی کامیکس است. این سیاره در یک بُعد موازی همجوار با دنیای اصلی دی‌سی قرار دارد. نیو جنسیس، سیاره‌ای پردیس مانند و خانهٔ خدایان خیر در جهان چهارم و در کنار سیارهٔ همتای خود آپوکالیپس، احتمالاً در نزدیکی صورت فلکی شکارچی قرار دارد. این سیاره توسط جک کربی خلق شد و برای اولین بار در نیو گادز شمارهٔ ۱ (فوریه ۱۹۷۱) به کار رفت. این سرزمین زادگاه نژادی خیالی با نام نیو گادز، به رهبری هایفادر است.

## تاریخچه ساختگی
نیو جنسیس و آپوکالیپس زمانی ایجاد شدند که طوفان بزرگی باعث نابودی سیاره‌ای باستانی به نام «اورگروند»، قلمرو ایزدان کهن شد. از تقسیم این سیاره به دو بخش سرزمین‌های مستقل نیو جنسیس و آپوکالیپس تشکیل شده و با یکدیگر وارد جنگی ابدی شدند که به عنوان نماد کشمکش خیر و شر در مقیاس اسطوره‌ای بزرگ به‌شمار می‌رود. نیو جنسیس قلمرویی بهشتی است که ساکنان آن را نیو گادز در جهان چهارم تشکیل می‌دهند. این سیاره مستقیماً در مقابل سیاره جهنمی آپوکالیپس، محل سکونت ایزدان شر است و این دو عالم با ایزدان مختلف از زمان خلقت با یکدیگر در حال نبرد هستند. هایفادر فرمانروای قدرتمند و مهربان نیو جنسیس است.
گذشته از خدایان، نیو جنسیس همچنین زادگاه باگز نیز محسوب می‌شود، نژادی کلاس پایین که از زندگی میکرو تکامل یافته‌اند و در طول نبرد خدایان بر روی سطح سیاره پخش شده‌اند. باگز از دید خدایان ساکن ابر شهرها به عنوان مخلوقات رده پایین در نظر گرفته می‌شوند، تا حدی که بین آن‌ها مقداری خصومت وجود دارد. اگرچه برخی از باگز آمادگی خود را برای خدمت به هایفادر یا دارک‌ساید فرمانروای سیارهٔ آپوکولیپس اعلام کردند، اما آن‌ها معمولاً از درگیری میان خدایان خارج شده‌اند.
در زیر سطح نیو جنسیس نکروپلیس قرار دارد، هزارتویی که دِرِگزها (بازماندگان ایزدان کهن و در عین حال بی‌فکر) در آن اقامت دارند و در سطح پایین آن نیز هزارتو است که در آن ایزد کهن سیریوس زندانی است. در این هزارتوها بسیاری از اشیاء شگفت‌انگیز دست‌ساخته و قدرتمند یافت می‌شود، چون آن‌ها توسط ایزدان کهن قبل از نابودی اورگروند ایجاد شده‌اند.